# Valentin de Vargas
Valentin de Vargas (* 27. April 1935 in Albuquerque, New Mexico, als Albert Charles Schubert; † 10. Juni 2013 in Tulsa, Oklahoma), auch verkürzt Val de Vargas, war ein US-amerikanischer Schauspieler.

## Leben und Karriere
Valentin de Vargas wurde in eine mexikanisch-amerikanische Familie geboren, ein Onkel von ihm war der Schauspieler Don Alvarado. Von Mitte der 1950er- bis Ende der 1990er-Jahre war er in zahlreichen Filmen und Serien zu sehen. Sein Debüt hatte er 1955 in der Rolle eines Schülers in dem Schuldrama Die Saat der Gewalt von Richard Brooks. 1958 wirkte er in Orson Welles’ Film Im Zeichen des Bösen in einer Nebenrolle als jugendlicher Krimineller mit. 1960 war er in Die glorreichen Sieben von John Sturges als einer der Banditen zu sehen. 
Viele seiner Rollen legten den ausdrucksstarken, oft geheimnisvoll bis dämonisch lächelnden de Vargas auf die Rolle zumeist kleinkrimineller Mexikaner fest, die für ein größeres Kartell oder eine größere Bande arbeiteten. Zu größerer Bekanntheit verhalf ihm allerdings 1962 die ungleich sympathischere Rolle des Luis Francisco Garcia Lopez in Howard Hawks’ Film Hatari!. 
In späteren Jahren trat de Vargas vorrangig als Gastdarsteller in Fernsehserien in Erscheinung. Er wirkte im Laufe der Jahrzehnte an bekannten Serien wie 77 Sunset Strip, Bonanza, Die Straßen von San Francisco, Kobra, übernehmen Sie, Rauchende Colts, High Chaparral, Kung Fu, Quincy, Dallas, Airwolf und Zeit der Sehnsucht mit. Seine letzte Rolle spielte de Vargas im Jahr 1997 als mexikanischer Arzt im Krimidrama Ohne Gewissen an der Seite von Billy Zane.
Der Schauspieler war dreimal verheiratet und hatte drei Kinder. Er starb im Juni 2013 im Alter von 78 Jahren an einer Krebserkrankung.

## Filmografie (Auswahl)
- 1955: Die Saat der Gewalt (Blackboard Jungle)
- 1956: Playboy – Marsch, marsch! (The Girl He Left Behind)
- 1957: The Big Caper
- 1957: 10.000 Schlafzimmer (Ten Thousand Bedrooms)
- 1957: Luftfracht Opium (Tip on a Dead Jockey)
- 1958: Kess und kokett (The Girl Most Likely)
- 1958: Im Zeichen des Bösen (Touch of Evil)
- 1960: Die glorreichen Sieben (The Magnificent Seven)
- 1962: The Nun and the Sergeant
- 1962: Hatari! (Hatari!)
- 1962: The Firebrand
- 1968: Die Unerschrockenen (Hellfighters)
- 1974: Meine Bären und ich (The Bears and I)
- 1976: Der Goldschatz von Matecumbe (Treasure of Matecumbe)
- 1985: Fast Forward – Sie kannten nur ein Ziel (Fast Forward)
- 1985: Leben und Sterben in L.A. (To Live and Die in L.A.)
- 1992: Exiled in America
- 1997: Ohne Gewissen (This World, Then the Fireworks)